# HDW

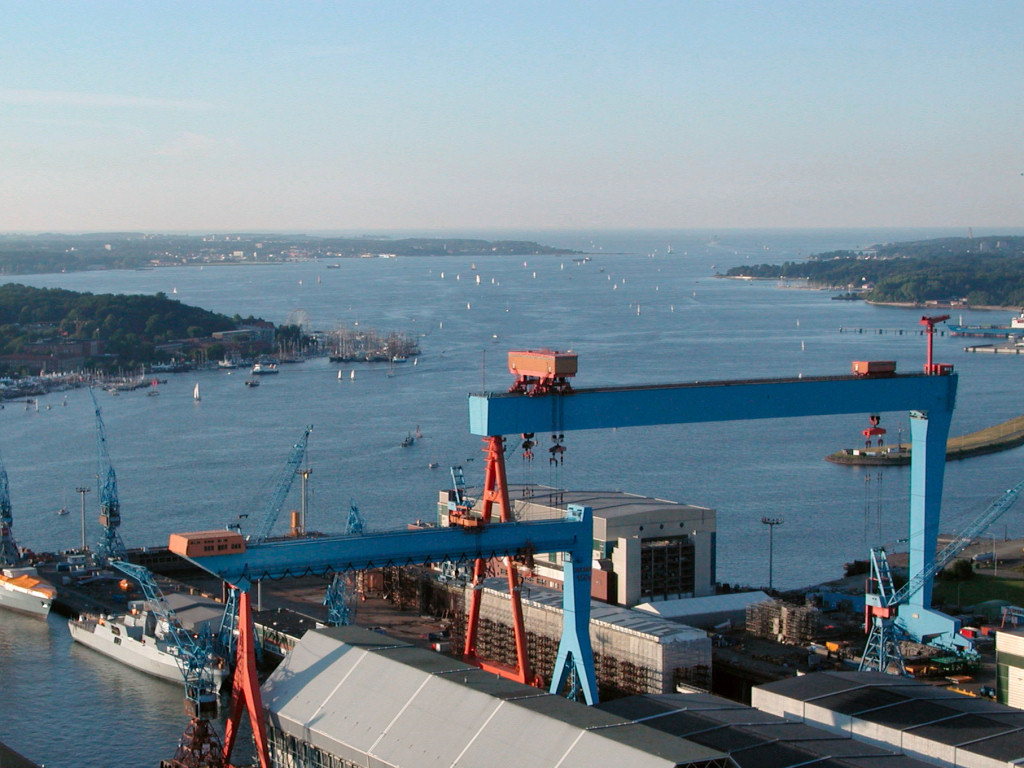
슐레스비히홀슈타인주 킬의 조선소 모습

HDW(Howaldtswerke-Deutsche Werft, 호발츠베르케-도이체 베르프트)는 독일의 선박 건조 기업이다.
슐레스비히홀슈타인주 킬에 본사가 있다. 킬의 호발츠베르케 조선소가 1968년 함부르크의 도이체 베르프트 조선소를 합병해 오늘날의 HDW 하데베사가 되었다.

## HDW가 건조한 선박 (선별된 목록)

### 민간용
- Bungsberg (1924)
- Christina O (1954)
- Otto Hahn (1968)
- Tor Britannia (1975)
- Tor Scandinavia (1976)
- Bahamas Celebration (1981)
- Astor (1981)
- Polarstern (1982)
- Astor (1987)
- Superfast V (2001)
- Superfast VII (2001)
- Superfast VIII (2001)
- Superfast IX (2002)
- Superfast X (2002)

### 해군

#### 전함
- SMS Helgoland (1911)
- SMS Kaiserin (1913)
- SMS Bayern (1916)
- 프리깃

#### SAS 이산들와나
- 함부르크
- 카츠리급 프리깃
- 알미란테 파디야급 프리깃
- SAS 멘디
- 슐레스비히-홀슈타인

#### 초계함
- 브라운슈바이크급 초계함
- 잠수함 (U보트)
- 201급 잠수함
- 205급 잠수함
- 206급 잠수함
- 209급 잠수함
- U 209PN급 잠수함
- 212급 잠수함
- 214급 잠수함
- 216급 잠수함 (제안된 디자인)
- 218급 잠수함
- 800급 잠수함

#### 포함(gunboat)
- USS 토페카 (PG-35)

## 같이 보기
- 티센크루프